# Serra Azul de Minas
Serra Azul de Minas é um município brasileiro do estado de Minas Gerais.

## História
Pequeno município situado no Estado de Minas Gerais componente de uma porção da Serra do Espinhaço Meridional (SdEM). Como a maioria das pequenas cidades do interior de Minas Gerais surgiu a partir de expedições de tropeiros no período de desbravamento do Brasil. A denominação primitiva da povoação, que deu origem ao actual município de Serra Azul de Minas, era Casa da Telha. O topônimo originou-se, segundo a tradição, da existência no local de um único casarão com cobertura de telhas, entre outras cobertas de capim ou palha. É um dos menores municípios em área da região do Alto do Jequitinhonha. Possui em seu acervo histórico duas pequenas capelas: Senhor Bom Jesus, cujo partido construtivo guarda os padrões coloniais e Nossa Senhora do Amparo.Tem como atração a festa da cidade realizada em Julho,em que milhares de turistas visitam a cidade para acompanhar diversas atrações,como cavalgada, festa do serrazulense, festa do divino, festa do cruzeiro e bandas de nível nacional,e também a Festa Ruralista,que retrata os traços culturais e religiosos da cidade que vem sendo preservados desde a era dos tropeiros. Riquezas naturais, como suas maravilhosas cachoeiras, são atrações para os turistas e sua população.

## Geografia
Serra Azul de Minas faz parte do Parque Estadual do Pico do Itambé com (840 ha), constituindo assim uma flora característica da região que é muito rica e campestre. Na região de Serra Azul de Minas podem-se encontrar diferentes fisionomias, mas o bioma que prevalece é o do cerrado. 
Sua população estimada em 2022 era de 3.792 habitantes.